# Бергталь
Бергталь (в XIX ст. — Бодні, кол. Бергталь, поч. XX ст. — 1923 — Петропавлівка, в 1923—2025 — Республіка) — село в Україні, в Нікольській селищній територіальній громаді Маріупольського району Донецької області. Розташоване в долині річки Бодні, за 19 км від залізничної станції Розівка. Населення 703 особи (2001).

## Історія
Село засноване в 1836 році переселенцями з Голландії, а в 1874 році сюди приїхали німці-колоністи зі Східної Пруссії.
7 (20) листопада 1917 року, відповідно до Третього Універсалу Української Центральної Ради, увійшло до складу Української Народної Республіки.
Радянська влада встановлена в лютому 1918 року.

Пам'ятник міліціонерам

На фронтах радянсько-німецької війни воювали 32 мешканця, з них 13 загинули, 30 нагороджені орденами і медалями. Уродженцю села М. П. Могильному за мужність, виявлену в бою при звільненні від гітлерівських окупантів міста Шілуте Литовської РСР, посмертно присвоєно звання Героя Радянського Союзу. У Республіці йому, а також воїнам, загиблим при визволенні села від нацистських загарбників, встановлені пам'ятники. Споруджено обеліск на пам'ять про вісімнадцять міліціонерів, вбитих у селі махновцями в 1921 році.
У 1925—1939 роках село входило до складу Люксембурзького німецького національного району Маріупольської округи (з 1932 — Дніпропетровської області, з 1939 — Запорізької області).
Станом на 1970 рік в селі мешкало 652 чоловіка, був 191 двір. У Республіці знаходилася центральна садиба колгоспу ім. Жданова, за яким було закріплено 6 247 га сільськогосподарських угідь, у тому числі 5 477 га орних земель. Господарство було багатогалузеве. Були розвинуті рослинництво і тваринництво. За трудові успіхи 21 людина нагороджена орденами і медалями СРСР, у тому числі орденом Леніна — комбайнер А. Я. Гладун.
На той час у селі працювали середня школа, де навчалося 262 учня і працював 21 вчитель, клуб на 150 місць, бібліотека з книжковим фондом 17,2 тисяч примірників, медпункт, дитячі ясла на 70 місць, пошта, ощадкаса, 3 магазини. За 1966—1974 роки тут побудовані 59 індивідуальних будинків, газифіковано 62 квартири.
У минулому село мало назви Бодні, колонія Бергталь, Петропавлівка, Республіка. Сучасна назва з 2025 року.

## Населення
За даними перепису 2001 року населення села становило 703 особи, з них 75,25 % зазначили рідною мову українську, 24,18 %— російську, 0,14 %— грецьку та білоруську мови.

## Постаті
- Яблонський Микола Миколайович (1988—2016) — молодший сержант Збройних сил України, учасник російсько-української війни.